# Bernard Waldman
Bernard Waldman (12 tháng 10 năm 1913 - 1 tháng 11 năm 1986) là một nhà vật lý người Mỹ đã bay trong vụ ném bom nguyên tử xuống Hiroshima với tư cách là một người quay phim trong Chiến tranh thế giới thứ hai.
Vào năm 1938, ông tốt nghiệp Đại học New York vào khoa của Đại học Notre Dame. Trong Thế chiến II, ông phục vụ trong Hải quân Hoa Kỳ với tư cách là một sĩ quan kỹ thuật. Ông đứng đầu một nhóm tiến hành các phép đo cho vụ thử hạt nhân Trinity, và phục vụ trên đảo Tinian với Dự án Alberta.
Sau chiến tranh, ông trở lại Notre Dame. Ông là giám đốc Phòng thí nghiệm của Hiệp hội Nghiên cứu các trường đại học Trung Tây từ năm 1960 đến năm 1964, làm hiệu trưởng Trường Cao đẳng Khoa học Notre Dame tại Notre Dame từ năm 1967 đến năm 1979, và là phó giám đốc Phòng thí nghiệm Cyclotron Siêu dẫn Quốc gia từ năm 1979 đến năm 1983.

## Thời niên thiếu và trường học
Bernard Waldman sinh ra tại Thành phố New York vào ngày 12 tháng 10 năm 1913. Ông theo học Đại học New York, sau đó nhận bằng Cử nhân Khoa học và Tiến sĩ Triết học. Luận án của ông về  "The Resonance Processes in the Disintegration of Boron by Protons" (tạm dịch:"Các quá trình cộng hưởng trong sự phân hủy của Boron bởi proton"), là tiền đề cho một bài báo đăng trên Physical Review. Nghiên cứu của ông đã hỗ trợ các đánh giá của J. Robert Oppenheimer và Robert Serber.
Mặc dù là một người Tự trị giáo đoàn, Waldman đã gia nhập khoa của Đại học Notre Dame (vốn là trường Công giáo) vào năm 1938. Ông trở thành trợ lý giáo sư năm 1941.

## Dự án Manhattan
Trong Chiến tranh thế giới thứ hai, Waldman phục vụ trong Hải quân Hoa Kỳ với tư cách là một sĩ quan kỹ thuật, và tham gia vào việc xây dựng và mở rộng các căn cứ hải quân ở Hoa Kỳ. Vào năm 1943, ông tạm nghỉ việc tại Notre Dame và gia nhập Oppenheimer và Serber tại Phòng thí nghiệm Los Alamos của Dự án Manhattan. Ông được chỉ định vào Nhóm E-7 của Norman F. Ramsey, một bộ phận của Bộ phận Quân sự (O) chịu trách nhiệm "tích hợp thiết kế và giao hàng". Hầu hết các công việc liên quan đến việc chuẩn bị và kiểm tra thiết bị đo đạc từ các cuộc thử nghiệm thả bao gồm các loại bom giả.

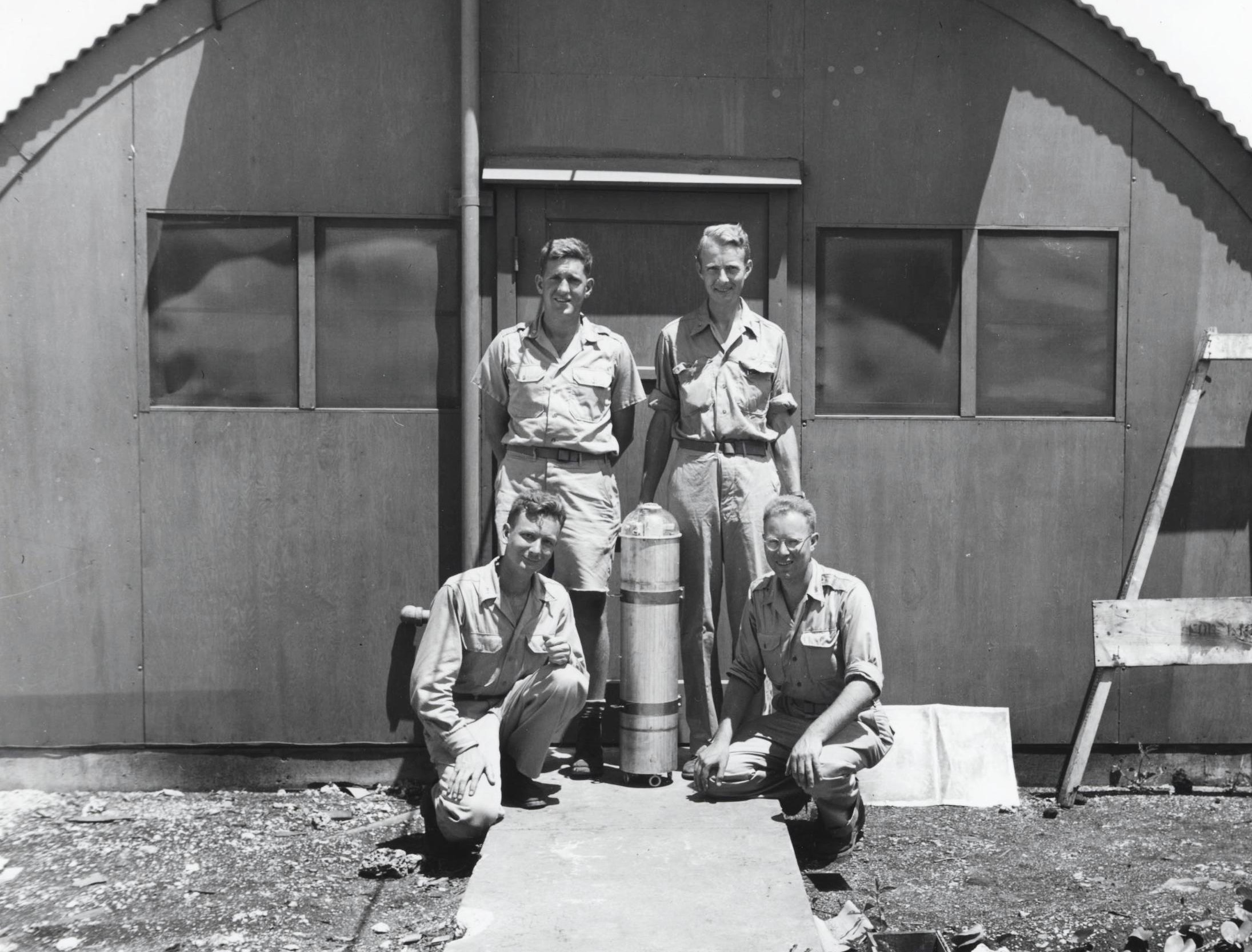
Waldman (phía dưới bên phải) trên Tinian với Harold Agnew (phía trên bên trái), Luis W. Alvarez (phía trên bên phải) và Lawrence H. Johnston (phía dưới bên trái)

Waldman là người đứng đầu Nhóm TR-6 (Phép đo trong không khí) cho vụ thử hạt nhân Trinity vào tháng 7 năm 1945. Ông đã phát triển micro thả dù để đo ảnh hưởng của vụ nổ. Sau đó, ông được giao cho Dự án Alberta, một phần của Dự án Manhattan giám sát việc chuẩn bị các cơ sở để thử nghiệm và triển khai vũ khí hạt nhân, và hỗ trợ việc sử dụng chúng trong các nhiệm vụ thực tế. Vì vậy, ông đã tham gia vào vụ ném bom nguyên tử xuống Hiroshima, với tư cách là người quay phim trên máy bay quan sát. Ông được trang bị một máy quay phim Fastax tốc độ cao đặc biệt với sáu giây phim để ghi lại vụ nổ. Không may thay, Waldman quên mở màn trập máy ảnh, do đó không có phim nào được phơi sáng.

## Cuối đời
Sau khi chiến tranh kết thúc, Waldman trở lại Notre Dame, nơi ông tiếp tục nghiên cứu về sự tích hợp quang của deuterium và beryli. Trong một thời gian, ông phụ trách máy gia tốc hạt 3 triệu vôn, là nguồn phát tia X mạnh thứ nhì thế giới vào năm 1949. Năm 1960, Waldman xin nghỉ phép từ Notre Dame để trở thành giám đốc Phòng thí nghiệm của Hiệp hội Nghiên cứu Các trường Đại học Trung Tây (MURP). Ông bắt đầu khắc phục sự cố với máy gia tốc 50 MeV. Những vấn đề này đã được giải quyết, nhưng Chính phủ Liên bang từ chối tài trợ cho các hoạt động của MURP, và Walden quay trở lại Notre Dame vào năm 1964. Vào năm 1967, Waldman được bổ nhiệm làm hiệu trưởng Trường Cao đẳng Khoa học Notre Dame. Ông giữ chức vụ này cho đến tháng 8 năm 1979, khi ông nghỉ hưu ở tuổi 65. Sau đó, ông trở thành phó giám đốc Phòng thí nghiệm Cyclotron Siêu dẫn Quốc gia tại Đại học Bang Michigan, cho đến năm 1983.
Waldman qua đời tại một bệnh viện ở Sanford, Bắc Carolina, nơi ông đang điều trị bệnh ung thư, vào ngày 1 tháng 11 năm 1986. Gia quyến ông gồm người vợ là Glenna và ba cô con gái. Một lễ tang được tổ chức tại Vương cung thánh đường Thánh Tâm trong khuôn viên Đại học Notre Dame, và ông được an táng tại Nghĩa trang Cedar Grove. Các xuất bản của ông đều nằm trong Văn khố Đại học Notre Dame.